# جيمي بوتشان
جيمي بوتشان (بالإنجليزية: Jamie Buchan)‏ هو لاعب كرة قدم بريطاني في مركز الوسط، ولد في 3 أبريل 1977 في مانشستر في المملكة المتحدة. شارك مع منتخب اسكتلندا تحت 21 سنة لكرة القدم. أما مع النوادي، فقد لعب مع دندي يونايتد وريث روفرز ونادي أبردين ونادي بارتيك ثيسل ونادي ليفينغستون ونادي مونتروز لكرة القدم.

## وصلات خارجية
- جيمي بوتشان على موقع قاعدة بيانات كرة القدم.إي يو (الإنجليزية)
- جيمي بوتشان على موقع Soccerbase.com (لاعب) (الإنجليزية)